# Comic-Strip-Route in Brüssel
Die Comic-Strip-Route in Brüssel (franz.: Parcours BD de Bruxelles) besteht aus über 50 großformatigen Wandgemälden in der Stadt Brüssel. Die erste Comicwand wurde 1991 gestaltet.

## Geschichte und Bestand
Nach der Entfernung der Fassadenwerbung in der Brüsseler Innenstadt zu Beginn der 1990er Jahre zeigte sich, dass die Hausfassaden darunter teils stark renovierungsbedürftig waren. Dies war der Anlass für die erste Comicwand in der Rue du Marché au Charbon (Broussaille, Frank Pé. Juli 1991). Zunächst wurden danach einige weitere Hausfassaden Brüsseler Zeichnern gewidmet, später auch anderen aus Belgien und heute auch Zeichnern aus dem Ausland. Einige Beispiele für den heutigen Bestand sind Tintin (Tim und Struppi) in der Rue de l'Étuve, Stups und Steppke in der Rue Notre-Seigneur, Blake und Mortimer in der Rue du Houblon, Astérix & Obélix in der  Rue de la Buanderie, Lucky Luke (Rue de la Buanderie), Spirou (Rue Notre-Dame de Grâces), Gaston Lagaffe (Rue de l'Écuyer), Les Schtroumpfs (Die Schlümpfe) (Carrefour de l'Europe 3 (Passage Hilton)), Jommeke (Rue de la Chanterelle), Kiekeboe (Madridlaan / Dikkelindelaan), LGBT von Ralf König (Rue de la Chaufferette) und Le roi des mouches von Mezzo (Rue Stiernet). Der Bestand der Comic-Strip-Route wird bis heute erweitert und umgestaltet.